# Argiope takum
Argiope takum là một loài nhện trong họ Araneidae.
Loài này thuộc chi Argiope. Argiope takum được Pater Chrysanthus miêu tả năm 1971.